# Nordfriedhof (Straßburg)

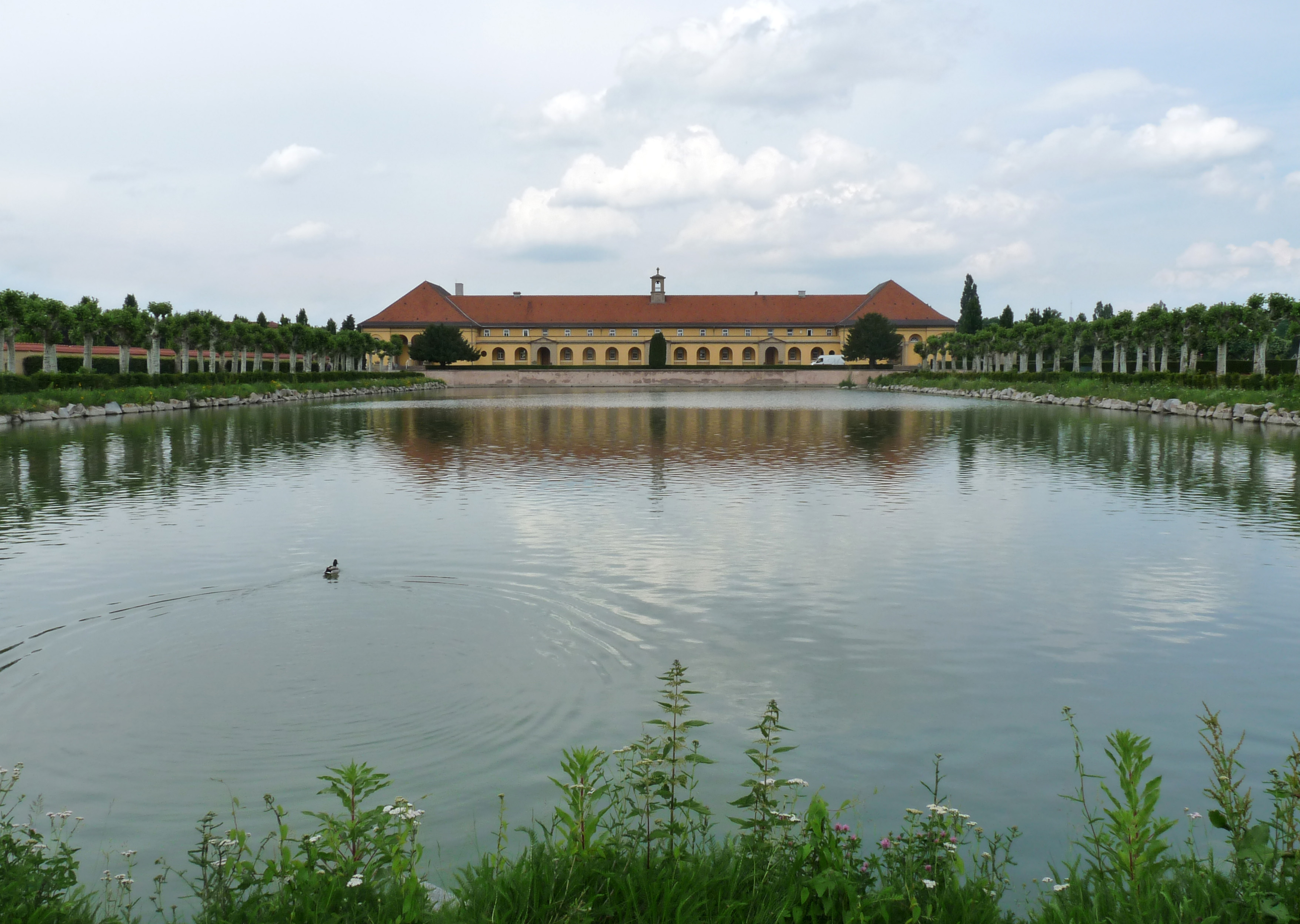
Blick über das Wasserbassin auf das Hauptgebäude

Der Nordfriedhof (Cimetière Nord) ist der größte Friedhof der Stadt Straßburg. Er liegt im Westen des Stadtteils Robertsau.

## Geschichte
Der Friedhof mit einer Fläche von rund 18 Hektar wurde in den Jahren 1914 bis 1916 als weitläufiger französischer Garten mit einem großen Wasserbecken im Zentrum angelegt. Das neoklassizistische Hauptgebäude mit kleiner und großer Kapelle sowie einem Krematorium wurde 1917 von Fritz Beblo entworfen. Die Bauleitung hatte der Architekt Paul Dopff. Kriegsbedingt ruhten die Arbeiten zunächst. 1919 wurden sie wieder aufgenommen und 1922 abgeschlossen.
Die erste Beisetzung auf dem Friedhof fand am 20. November 1917 statt.

## Grabstätten
- Paul Dopff (1885–1965), Architekt
- Robert Forrer (1866–1947), Kunsthistoriker und Archäologe
- Hans Haug (1890–1965), Kunsthistoriker